# Bohemian Rhapsody (film)
Bohemian Rhapsody je životopisný film z roku 2018 o britské hudební skupině Queen. Scénář k němu napsal Anthony McCarten. Zobrazuje dobu patnácti let od založení rockové hudební skupiny Queen až po koncert Live Aid, šest let před smrtí zpěváka skupiny Freddieho Mercuryho. Hlavní role hrají Rami Malek, Ben Hardy, Gwilym Lee, Joseph Mazzello, Allen Leech a Lucy Boynton. Film režíroval Bryan Singer, ale před koncem hlavního natáčení jej vystřídal Dexter Fletcher. Singer ale nakonec zůstal jediným uváděným režisérem kvůli pravidlům Directors Guild of America. Fletcher byl uveden pouze jako výkonný producent filmu.
Vznik filmu byl ohlášen již v roce 2010 a hlavní roli měl ztvárnit Sacha Baron Cohen. Baron Cohen ale projekt opustil v roce 2013 kvůli neshodám s producenty a film tak zůstal po určitou dobu u ledu. Výroba filmu se znovu plně obnovila až v listopadu 2016, kdy byl do hlavní role obsazen Rami Malek.
Film získal různorodé reakce od kritiků, ale zažil velký divácký úspěch a byl nominován na řadu cen. S rozpočtem okolo 50 milionů dolarů vydělal celosvětově přes 800 milionů dolarů, čímž se stal 7. nejvýdělečnějším filmem roku 2018 na světě a prvním v životopisném a dramatickém žánru. V lednu 2019 získal cenu Zlatý glóbus v kategoriích nejlepší film (drama) a nejlepší mužský herecký výkon (drama) (Rami Malek). Kromě toho byl nominován na 5 Oscarů, a to včetně kategorii nejlepší film a nejlepší herec v hlavní roli (pro Ramiho Maleka).

## Obsazení
| Rami Malek       | Freddie Mercury, zpěvák                       |
| Gwilym Lee       | Brian May, kytarista                          |
| Ben Hardy        | Roger Taylor, bubeník                         |
| Joe Mazzello     | John Deacon, baskytarista                     |
| Lucy Boynton     | Mary Austin, přítelkyně Mercuryho             |
| Aidan Gillen     | John Reid, manažer Queen                      |
| Allen Leech      | Paul Prenter, osobní asistent Mercuryho       |
| Tom Hollander    | Jim Beach, advokát a pozdější manažer Queen   |
| Mike Myers       | Ray Foster, hudební producent společnosti EMI |
| Aaron McCusker   | Jim Hutton, přítel Mercuryho                  |
| Meneka Das       | Jer Bulsara, matka Mercuryho                  |
| Ace Bhatti       | Bomi Bulsara, otec Mercuryho                  |
| Priya Blackburn  | Kashmira Bulsara, sestra Mercuryho            |
| Max Bennett      | David, nový přítel Mary                       |
| Dermot Murphy    | Bob Geldof                                    |
| Dickie Beau      | Kenny Everett                                 |
| Jack Roth        | Tim Staffell, zpěvák skupiny Smile            |
| Neil Fox-Roberts | pan Austin, otec Mary                         |
| Philip Andrew    | Reinhold Mack                                 |
| Michelle Duncan  | Shelley Stern                                 |
| Jess Radomsky    | Cheryl                                        |
| Adam Lambert     | muž vystupující z dodávky                     |
| Milan Devinne    | jeden z příchozích v Mnichově                 |

## České znění
| Postava          | Herec / herečka | Dabér / dabérka          |
| ---------------- | --------------- | ------------------------ |
| Freddie Mercury  | Rami Malek      | Ondřej Gregor Brzobohatý |
| Brian May        | Gwilym Lee      | Marek Holý               |
| Roger Taylor     | Ben Hardy       | Vojtěch Hájek            |
| John Deacon      | Joseph Mazzello | Filip Jančík             |
| Mary Austin      | Lucy Boynton    | Martina Šťastná          |
| Paul Prenter     | Allen Leech     | Petr Neskusil            |
| John Reid        | Aidan Gillen    | Vilém Udatný             |
| Jim Beach        | Tom Hollander   | Ladislav Cigánek         |
| Ray Foster       | Mike Myers      | Pavel Vondra             |
| Jim Hutton       | Aaron McCusker  | Petr Gelnar              |
| Kashmira Bulsara | Priya Blackburn | Vanda Chaloupková        |
| Jer Bulsara      | Meneka Das      | Regina Řandová           |
| Bomi Bulsara     | Ace Bhatti      | Jiří Ptáčník             |
| Tim Staffell     | Jack Roth       | Jan Battěk               |
| Shelley Stern    | Michelle Duncan | Kristina Jelínková       |
| Bob Geldof       | Dermot Murphy   | Ivo Hrbáč                |
| Kenny Everett    | Dickie Beau     | Martin Hruška            |

## Historické nepřesnosti

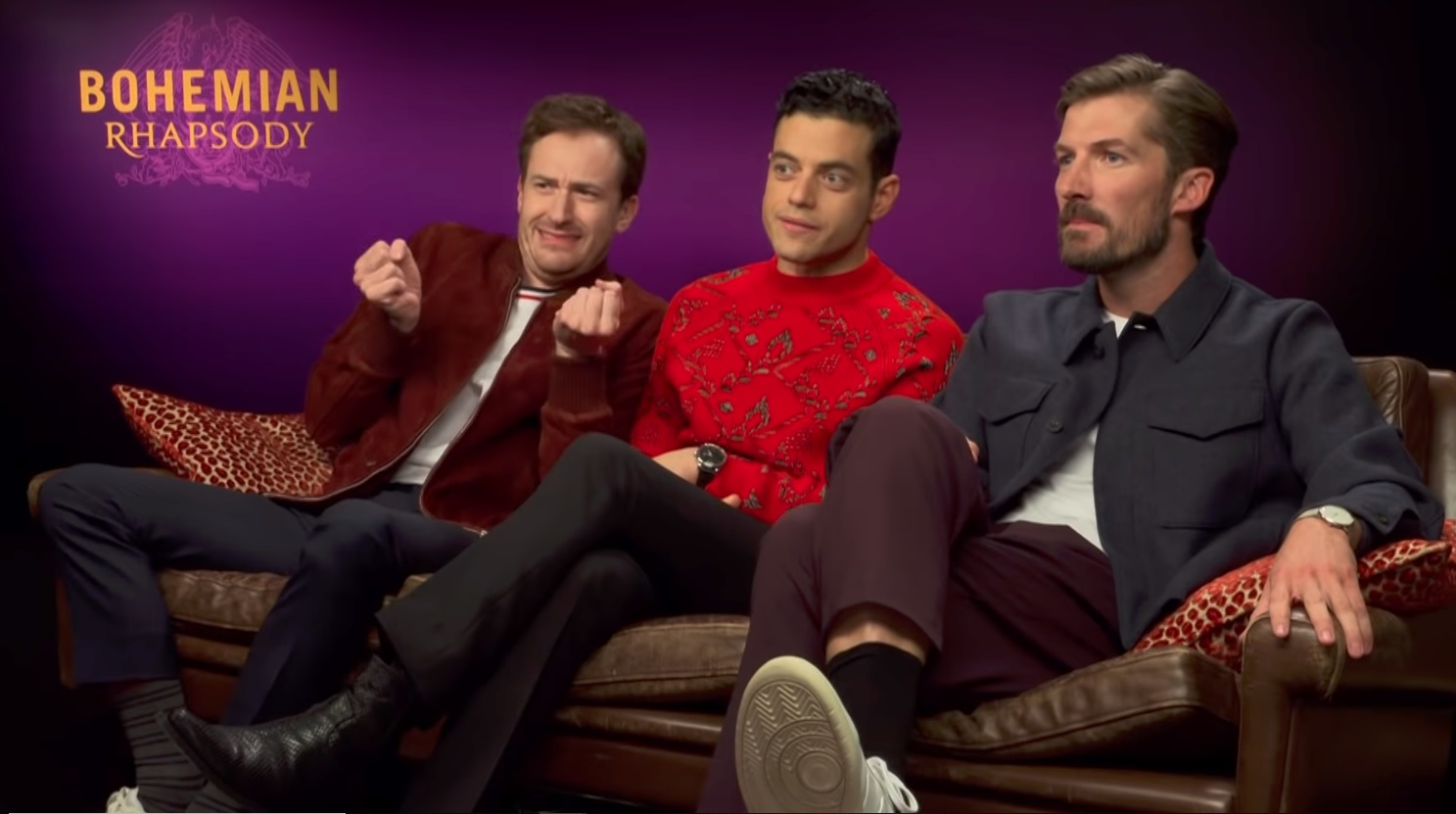
Představitelé hlavních rolí (zleva Joe Mazzello, Rami Malek a Gwilym Lee) během propagace filmu

Některé události byly oproti realitě pozměněny pro dramatické účely filmu, což scenárista McCarten okomentoval slovy: „Dělali jsme film, ne dokument“.

### Nepřesnosti o kapele
- Vznik kapely nebyl tak jednoduchý jako ve filmu. Freddie znal Tima ze školy a už před jeho odchodem projevil zájem přidat se ke kapele.
- John Deacon nebyl prvním hráčem na basovou kytaru, v pořadí byl až čtvrtým.
- Postava Raye Fostera je smyšlená a jako inspiraci si vzala manažera EMI, Roye Featherstona. I když si Featherstone a další lidé z nahrávací společnosti mysleli, že „Bohemian Rhapsody“ je příliš dlouhá na to, aby mohla vyjít jako singl, byl Featherstone velkým fanouškem kapely.
- Freddie nebyl prvním členem Queenů, který vydal sólové album. Roger Taylor vydal v dubnu 1981 album Fun in Space a v červnu 1984 album Strange Frontier. Brian May vydal album Star Fleet Project v říjnu 1983. Freddieho sólové album Mr. Bad Guy bylo vydáno až v dubnu 1985.
- Queen se nikdy nerozpadli, takže koncert Live Aid nebyl důvodem k obnovení kapely. Skupina vydala na začátku roku 1984 album The Works a poté vyrazila na turné po celém světě. Poslední koncert turné se konal 8 týdnů před Live Aid.

### Nepřesnosti o Freddiem
- Podle magazínu Vanity Fair film vynechal mnoho důležitých informací o vztahu Freddieho s Mary Austin a Jimem Huttonem. Tvůrci podle nich též záměrně „překrucovali a měnili fakta“.
- Freddie se s Mary Austin nesetkal v ten samý večer, kdy se přidal ke kapele. Jim Hutton nebyl číšníkem na jednom z Freddieho večírků, ale pracoval jako kadeřník v hotelu Savoy a s Freddiem se setkal v nočním klubu.
- Nejvíce bylo kritizováno to, jak byla ve filmu zobrazena Freddieho diagnóza HIV. Kritik Jasper Rees to v časopise The Spectator popsal jako „nejbezcitnější překroucení faktů“. Freddie se ve skutečnosti o své nemoci dozvěděl někdy mezi lety 1986 a 1987, a ne před koncertem Live Aid v roce 1985 jako ve filmu. Další členové kapely o nemoci nevěděli až do roku 1988.

## Ocenění a nominace
| Ocenění                                                | Kategorie                                                                                  | Nominovaní | Výsledek  |
| ------------------------------------------------------ | ------------------------------------------------------------------------------------------ | --- | --------- |
| AACTA Awards                                           | Nejlepší film                                                                              | Bohemian Rhapsody | nominace  |
| AACTA Awards                                           | Nejlepší herec v hlavní roli                                                               | Rami Malek | vítězství |
| AACTA Awards                                           | Nejlepší scénář                                                                            | Anthony McCarten | nominace  |
| AARP's Movies for Grownups Awards                      | Nejlepší obsazení                                                                          | Bohemian Rhapsody | vítězství |
| AARP's Movies for Grownups Awards                      | Nejlepší časová schránka                                                                   | Bohemian Rhapsody | nominace  |
| Oscar                                                  | Nejlepší film                                                                              | Graham King | nominace  |
| Oscar                                                  | Nejlepší herec                                                                             | Rami Malek | vítězství |
| Oscar                                                  | Nejlepší střih zvuku                                                                       | John Warhurst a Nina Hartstone                                                                                       | vítězství |
| Oscar                                                  | Nejlepší mix zvuku                                                                         | Paul Massey, Tim Cavagin a John Casali                                                                               | vítězství |
| Oscar                                                  | Nejlepší střih                                                                             | John Ottman | vítězství |
| American Cinema Editors Eddie Awards                   | Nejlepší střih celovečerního dramatického filmu                                            | John Ottman | vítězství |
| Alliance of Women Film Journalists                     | Nejlepší herec                                                                             | Rami Malek | nominace  |
| Art Directors Guild Awards                             | Nejlepší produkční vedení dobového filmu                                                   | Aaron Haye | nominace  |
| Austin Film Critics Association                        | Nejlepší herec                                                                             | Rami Malek | nominace  |
| Filmová cena Britské akademie                          | Nejlepší britský film                                                                      | Bohemian Rhapsody | nominace  |
| Filmová cena Britské akademie                          | Nejlepší herec v hlavní roli                                                               | Rami Malek | vítězství |
| Filmová cena Britské akademie                          | Nejlepší kamera                                                                            | Newton Thomas Sigel                                                                                                  | nominace  |
| Filmová cena Britské akademie                          | Nejlepší zvuk                                                                              | John Casali, Tim Cavagin, Nina Hartstone, Paul Massey, John Warhurst                                                 | vítězství |
| Filmová cena Britské akademie                          | Nejlepší kostýmy                                                                           | Julian Day | nominace  |
| Filmová cena Britské akademie                          | Nejlepší účesy a makeup                                                                    | Mark Coulier, Jan Sewell                                                                                             | nominace  |
| Filmová cena Britské akademie                          | Nejlepší střih                                                                             | John Ottman | nominace  |
| Chicago Film Critics Association Awards                | Nejlepší herec                                                                             | Rami Malek | nominace  |
| Cinema Audio Society Awards                            | Nejlepší mix zvuku v celovečerním filmu                                                    | Bohemian Rhapsody | vítězství |
| Costume Designers Guild Awards                         | Nejlepší dobové kostýmy                                                                    | Julian Day | nominace  |
| Critics' Choice Movie Awards                           | Nejlepší herec                                                                             | Rami Malek | nominace  |
| Critics' Choice Movie Awards                           | Nejlepší kostýmy                                                                           | Julian Day | nominace  |
| Critics' Choice Movie Awards                           | Nejlepší účesy a makeup                                                                    | Bohemian Rhapsody | nominace  |
| Dallas–Fort Worth Film Critics Association             | Nejlepší herec                                                                             | Rami Malek | nominace  |
| Detroit Film Critics Society                           | Nejlepší herec                                                                             | Rami Malek | nominace  |
| Detroit Film Critics Society                           | Nejlepší použití hudby                                                                     | Bohemian Rhapsody | nominace  |
| Georgia Film Critics Association                       | Nejlepší herec                                                                             | Rami Malek | nominace  |
| Zlatý glóbus                                           | Nejlepší dramatický film                                                                   | Bohemian Rhapsody | vítězství |
| Zlatý glóbus                                           | Nejlepší herec v dramatickém filmu                                                         | Rami Malek | vítězství |
| Guild of Music Supervisors Awards                      | Nejlepší hudební supervizor pro film s rozpočtem větším než 25 milionů $                   | Becky Bentham | nominace  |
| Houston Film Critics Society                           | Nejlepší herec                                                                             | Rami Malek | nominace  |
| International Cinematographers Guild Publicists Awards | Cena Maxwell Weinberg Publicist Showmanship pro nejlepší film roku                         | Bohemian Rhapsody | nominace  |
| Los Angeles Online Film Critics Society Awards         | Nejlepší herec                                                                             | Rami Malek | vítězství |
| Los Angeles Online Film Critics Society Awards         | Nejlepší komedie nebo muzikál                                                              | Bohemian Rhapsody | nominace  |
| Make-Up Artists and Hair Stylists Guild Awards         | Nejlepší dobový makeup ve filmu                                                            | Jan Sewell, Mark Coulier                                                                                             | nominace  |
| Make-Up Artists and Hair Stylists Guild Awards         | Nejlepší dobové účesy ve filmu                                                             | Jan Sewell, Julio Parodi                                                                                             | nominace  |
| Motion Picture Sound Editors' Golden Reel Awards       | Nejlepší hudební film                                                                      | Bohemian Rhapsody | vítězství |
| Motion Picture Sound Editors' Golden Reel Awards       | Nejlepší rozhovor nebo vyhnutí se konfliktu ve filmu                                       | Bohemian Rhapsody | vítězství |
| Mezinárodní filmový festival Palm Springs              | Cena pro průlomového umělce                                                                | Rami Malek | vítězství |
| Producers Guild of America                             | Pompézní celovečerní film                                                                  | Graham King | nominace  |
| San Diego Film Critics Society                         | Průlomový umělec                                                                           | Rami Malek | nominace  |
| San Diego Film Critics Society                         | Nejlepší použití hudby ve filmu                                                            | Bohemian Rhapsody | nominace  |
| San Francisco Film Critics Circle                      | Nejlepší herec                                                                             | Rami Malek | nominace  |
| Mezinárodní filmový festival Santa Barbara             | Nejlepší herecký výkon roku                                                                | Rami Malek | vítězství |
| Satellite Award                                        | Nejlepší herec v komedii nebo muzikálu                                                     | Rami Malek | vítězství |
| Screen Actors Guild Awards                             | Nejlepší výkon herce v hlavní roli                                                         | Rami Malek | vítězství |
| Screen Actors Guild Awards                             | Nejlepší výkon obsazení v celovečerním filmu                                               | Lucy Boynton, Aidan Gillen, Ben Hardy, Tom Hollander, Gwilym Lee, Allen Leech, Rami Malek, Joe Mazzello a Mike Myers | nominace  |
| Seattle Film Critics Society                           | Nejlepší herec                                                                             | Rami Malek | nominace  |
| St. Louis Film Critics Association                     | Nejlepší soundtrack                                                                        | Bohemian Rhapsody: The Original Soundtrack                                                                           | vítězství |
| St. Louis Film Critics Association                     | Nejlepší herec                                                                             | Rami Malek | nominace  |
| St. Louis Film Critics Association                     | Speciální cena (za nejlepší scénu, filmařskou techniku nebo jiný pamětihodný moment filmu) | Live Aid | nominace  |
| Visual Effects Society Awards                          | Nejlepší vizuální efekty v celovečerním filmu                                              | Paul Norris, Tim Field, May Leung a Andrew Simmonds                                                                  | nominace  |
| Washington D.C. Area Film Critics Association          | Nejlepší herec                                                                             | Rami Malek | nominace  |